# 鄭志明 (1982年)
鄭志明（1982年—）乃香港富商鄭家純之次子。大學畢業後曾任職里昂證券，2009年任新創建集團執行董事一職，主要負責監督新創建的基建及併購業務。2010年任民豐控股非執行董事。有報導指他沒有「富豪後代」的氣焰。 彼為綜合環保集團主席、非執行董事及公司審核委員會成員。于二零一一年一月加入集團。於二零零五年取得美國巴布森學院（Babson College）理學學士學位。政协上海市第十三屆委員會委員。 二零二四年一月一日，彼獲委任為新創建集團聯席行政總裁。